# Albert Charles Smith
Albert Charles Smith (Springfield, 5 de abril de 1906 — Honolulu, 23 de maio de 1999) foi um botânico norte-americano.
Foi diretor do Museu Nacional de História Natural, e participou de diversas sociedades científicas importantes, como a "Sociedade Americana dos Taxonomistas de Plantas".

## Referência
- Wagner, W. L. and D. H. Lorence. (2001) "Albert Charles Smith (1906-1999): a monumental botanist." Allertonia 8: 329-339.